# Точильщик
«Точильщик (Принцип мелькания)» — кубофутуристическая картина Казимира Малевича, написанная в 1912 году (по другим данным в 1913 году).

## Описание
Основа композиции картины — колесо, которое Малевич, видимо, хотел поначалу визуально «раскрутить». На картине заметно влияние итальянского футуризма, проявившееся во множестве пальцев, прижимающих нож к колесу и ступней, нажимающих на педаль. В повторениях бесчисленно раздробленных контуров и силуэтов, оказывающихся в неуловимую долю времени как бы в разных точках пространства, в стальном серо-голубом колорите, контрастно оттенённом ржавыми пятнами цвета, и заключается «принцип мелькания», которого добивался Малевич и вынес этот термин в подзаголовок картины.
Футуристическая энергия реализуется в мелькании деталей, а кубистическая структурность в обретении однородных элементов, способных составить любую конструкцию, которая на данном этапе воссоздаёт реальное явление, но в то же время может стать беспредметной.

## История

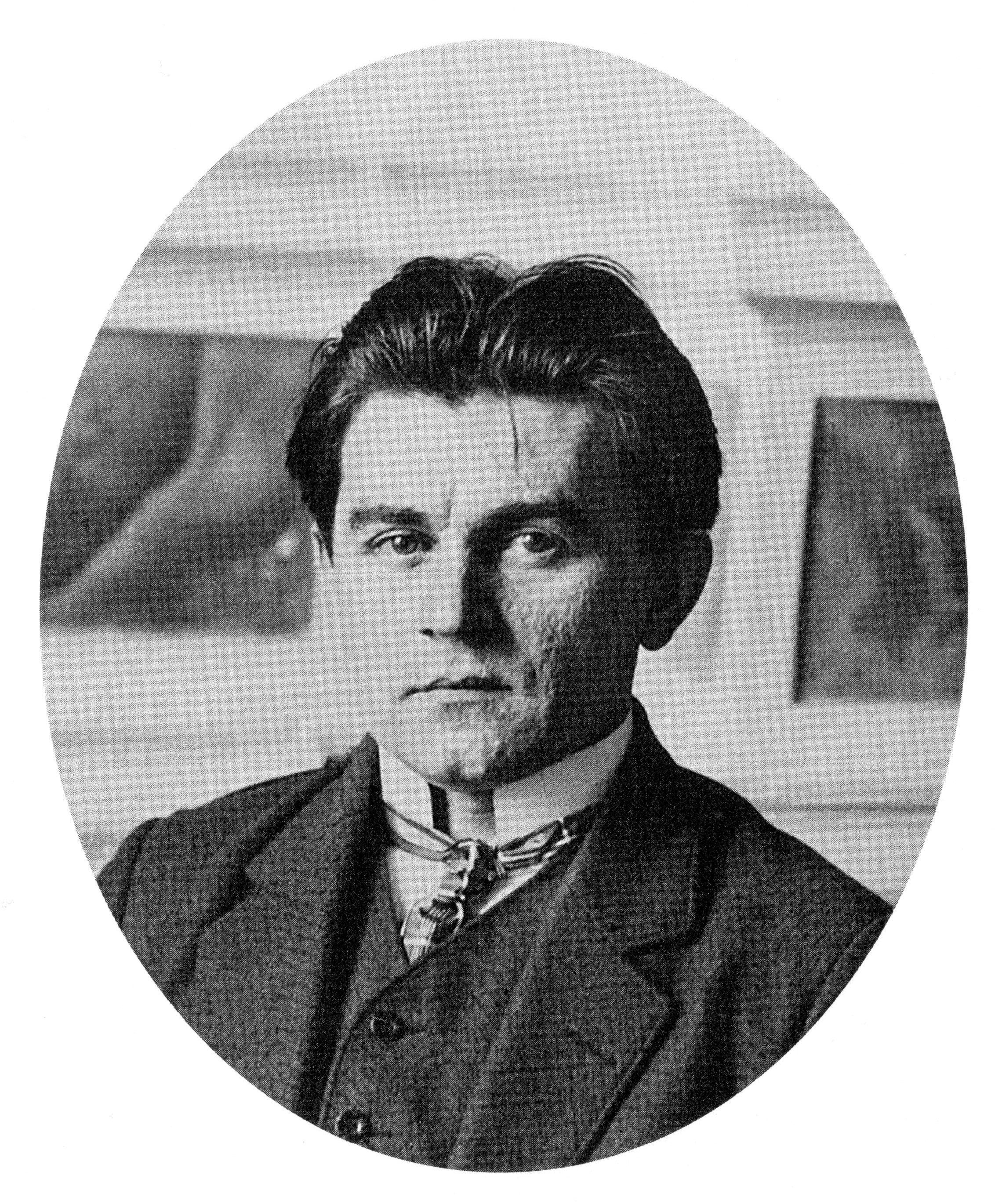
Казимир Малевич. Около 1912

«Точильщик» был написан Малевичем в 1912 году. В 1920-х годах Малевич отправил картину на Первую русскую выставку (сначала она проходит в Берлине, затем в Амстердаме). На этой выставке картину купила нью-йоркская художница Катерина Дрейер и увезла в США. Судя по всему, в 1941 году она передала «Точильщика» в дар художественной галерее Йельского университета, где картина хранится поныне.

## Значение
В единении футуристической энергии и кубистической структурности заключена новизна кубофутуризма и предвестие супрематической концепции Малевича.
«Точильщик» считается одной из наиболее значительных кубофутуристических работ Малевича и классическим произведением русского кубофутуризма.